# День работников стандартизации и метрологии Украины
«День работников стандартизации и метрологии» (укр. «День працівників стандартизації та метрології») — национальный профессиональный праздник, всех работников стандартизации и метрологии, который отмечается на Украине ежегодно 10 октября.
«День работников стандартизации и метрологии Украины» появился в украинском официальном календаре сравнительно недавно, в начале третьего тысячелетия, в 2002 году, после того, как 8 октября 2002 года, в столице республики городе-герое Киеве, второй президент Украины Леонид Данилович Кучма подписал Указ N 910/2002 «О Дне работников стандартизации и метрологии», который предписывал отмечать его на Украине каждый год 10 октября. В президентском указе Леонида Кучмы, в частности, говорилось, что этот праздник вводится: «учитывая весомый вклад работников сферы стандартизации и метрологии в развитие экономики государства…».
Указ издан в 101 годовщину открытия (8 октября 1901 года) по инициативе великого ученого Дмитрия Ивановича Менделеева в Харькове первой на Украине поверочной палатки для выверки и клеймения торговых мер и весов.
В стране действует Закон Украины «О стандартизации», в котором говорится следующее: «целью стандартизации на Украине является обеспечение безопасности для жизни и здоровья человека, животных, растений, а также имущества и охраны окружающей среды; создание условий для рационального использования всех видов национальных ресурсов и соответствия объектов стандартизации своему назначению; содействие устранению технических барьеров в торговле». Учитывая важность заявленной цели, вполне логичным выглядит заявление главы государства Кучмы, сказанное им в 2004 году в честь этого праздника:

«Сфера вашей деятельности играет значительную роль во внедрении новых технологий, стимулировании разработки и производства новых видов продукции, обеспечении постоянного развития экономики. От вашего профессионализма зависит повышение конкурентоспособности украинских товаров на мировых рынках, защита интересов украинских потребителей. Надеюсь, что ваша работа будет содействовать обретению Украиной членства в Мировой организации торговли, укреплению экономических отношений с Европейским Союзом и другими торговыми партнерами…».

## Всемирный день метрологии
Отмечается 20 мая. Учрежден Международным Комитетом мер и весов (МКМВ) в октябре 1999 года, на 88-м заседании Комитета.
Появление праздника связано со знаменательной датой, 20 мая 1875 года. В этот день в Париже на Дипломатической метрологической конференции представители 17 государств, включая Россию, поставили свои подписи под Метрической конвенцией — первым межправительственным соглашением о научно-техническом сотрудничестве, заложившем фундамент единого международного метрологического пространства.
В преддверии Всемирного дня метрологии по сложившейся традиции в прессе публикуется Послание Директора Международного бюро мер и весов.
Девизы
- 2005 — «Глобальное доверие через прослеживаемость в рамках Международной системы единиц».
- 2006 — «Мир метрологии на службе у всего мира».
- 2007 — «Измерения в окружающей нас среде».
- 2008 — «Олимпийские игры невозможны без измерений».
- 2009 — «Измерения в торговле».
- 2010 — «Измерения в Науке и Технике. Мост к инновациям».

## Всемирный день стандартов
«День стандартов» отмечается по всему миру ежегодно 14 октября.
14 октября 1946 года в столице Великобритании городе Лондоне открылась конференция национальных организаций по стандартизации. На конференции присутствовали 65 делегатов из 25 стран мира, включая и Союз Советских Социалистических Республик.
В 1970 году Президент ISO господин Фарук Сунтер (Турция) предложил ежегодно отмечать Всемирный день стандартов.
Девизы
- 2005 год — «Стандарты для более безопасного мира»
- 2006 год — «Стандарты: большие выгоды для малого бизнеса»